# Zakřany
Zakřany – gmina w Czechach, w powiecie Brno, w kraju południowomorawskim. 1 stycznia 2014 liczyła 710 mieszkańców.